# Herbert Baddeley
Herbert Baddeley (Bromley, 11 gennaio 1872 – Cannes, 20 luglio 1931) è stato un tennista britannico.

## Carriera
Fu quattro volte vincitore del Torneo di Wimbledon: nel 1891, nel 1894, nel 1895 e nel 1896, sempre in coppia con il fratello Wilfred. I due persero le finali del 1892 e del 1897.
Raggiunse inoltre le semifinali in singolare in treoccasioni: 1894, 1895 e 1896.